# 阿沃卡 (愛荷華州)
阿沃卡（英語：Avoca）是美国艾奥瓦州波特瓦特米縣下轄的一个小鎮。2010年人口统计为1,506人。